# Argina
Argina (en arménien Արգինա) est une communauté rurale du marz d'Armavir, en Arménie. Elle compte 538 habitants en 2009.